# Erik MacQueen
Erik MacQueen, född 23 maj 1982 i Uppsala, är en svensk översättare. Han har från engelska bland annat översatt Jonathan Tropper.

## Översättningar (urval)
- Claire Dederer: Mitt liv i 23 yogaställningar: en självbiografi utifrån och in (Poser) (Natur & Kultur, 2012)
- Sylvia Plath: Johnny Panic och drömbibeln (Johnny Panic and the Bible of dreams) (Novellix, 2013)
- Teju Cole: Öppen stad (Open city) (Natur & Kultur, 2013)
- Marisha Pessl: Nattfilm (Night film) (Natur & Kultur, 2014)
- Teju Cole: Kända och underliga ting (Known and strange things) (Natur & Kultur, 2017)